# 李化龍 (清朝)
李化龍（？—1789年）山東濟南府齊東縣（今屬山東省淄博市）人。自武進士授藍翎侍衛，後來提拔為貴州銅仁協都司。1762年，隨大學士傅恒征討緬甸。兵至老官屯時，李化龍使用大炮對緬甸軍進行攻擊。1772年（乾隆三十七年），李化龍隨將軍溫福、都統海蘭察參加第二次金川之戰，在戰鬥中力戰有功。金川平定之後，李化龍受賜孔雀翎，後累遷至廣東左翼總兵。
1787年（乾隆五十二年），臺灣林爽文發動叛亂。李化龍率廣東兵征臺，守鹿仔港（今彰化縣鹿港鎮）。林爽文奮力攻打諸羅縣城（在今嘉義縣）。李化龍密令遊擊穆騰額率兵自番仔溝（在今彰化縣和美鎮）至大肚溪為疑兵，自己則率軍從八卦山抵達柴坑，奮力擊潰了林爽文叛軍。
1788年（乾隆五十三年），李化龍率廣東兵，隨孫士毅征討安南。兵至市球江時，西山軍據守江的南岸。李化龍密令所部開炮猛擊對岸的西山軍，同時建造浮橋，與張朝龍等人率兵徑渡。西山軍大敗，潘啟德投降，阮文艷逃往京北（今北寧省）。清軍乘勝攻入昇龍（今河內市）。
1789年，西山軍在阮惠的率領下，趁春節之機大舉進攻清軍。清軍無備，孫士毅敗退。兵至市球江，孫士毅命李化龍率軍先渡。清軍爭相渡橋，浮橋斷，李化龍落水而死。